# Rudi Palla
Rudi Palla (* 1941 in Wien) ist ein österreichischer Filmemacher und Schriftsteller.

## Leben & Werk
Palla wollte eigentlich Schriftsetzer werden, fand jedoch keine Lehrstelle und studierte stattdessen Maschinenbau am Technologischen Gewerbemuseum in Wien. Von 1964 bis 1973 arbeitete er für ein schwedisches Unternehmen für Bergwerksausrüstung. 1973 beschloss er, sich der Filmarbeit zu widmen. Er studierte an der Filmakademie Wien und schloss 1978 mit einem Diplom in Bildtechnik ab.
Er arbeitete zunächst für den Ethnologen Michael Oppitz als Kameramann für den Film Schamanen im Blinden Land. Weitere Filme mit seiner Beteiligung waren Der Traum des Sandino mit Margareta Heinrich und Reise ins Ungewisse. Eine Reihe weiterer Dokumentarfilme folgte. Ab Anfang der 70er-Jahre arbeitete er mit dem Schriftsteller Peter Turrini an den Drehbüchern für die Fernsehspielreihe die Arbeitersaga. Palla ist eines der Gründungsmitglieder des „Syndikats der Filmschaffenden Österreichs“ und war 1980 Mitbegründer der Filmproduktionsfirma „Extrafilm“.
Mitte der 1980er Jahre begann sich Palla verstärkt der schriftstellerischen Arbeit zu widmen und 1989 erschien sein erstes Buch Die Mitte der Welt im Christian Brandstätter Verlag. Er lebt als Filmemacher und Autor in Wien.

## Film
Ergänzend zu den angeführten Filmarbeiten entstanden zwischen 2003 und 2010 im Auftrag der Abteilung Kultur und Wissenschaft der niederösterreichischen Landesregierung Dokumentarfilme über Kunst im öffentlichen Raum.
- ORF Kunststücke: Unterwegs nach Babylon. Fernsehdokumentation, 2000, Regie
- Unter Freunden. Spielfilm, 1988, Produktionsleitung
- Kärntner Heimatfilm. Dokumentarfilm, 1983, Regie
- Reise ins Ungewisse. Dokumentarfilm, 1981–1982, Regie: Rudi Palla, Hannes Zell
- Der Traum des Sandino. Dokumentarfilm, 1981, Regie, Kamera, Buch: Rudi Palla, Margareta Heinrich
- Schamanen im Blinden Land. Dokumentarfilm, 1978–80, Kamera

## Publikationen
- Die Welt der verschwundenen Berufe. Von Briefmalern, Planetenverkäufern und Lichtputzern (= Insel-Taschenbuch 4644), gekürzte Ausgabe des 2014 bei Christian Brandstätter Verlag Wien erschienenen Originals, 3. Auflage, Berlin: Insel Verlag, 2021, ISBN 978-3-458-36344-6 und ISBN 3-458-36344-0
- In Schnee und Eis: Die Himalaja-Expedition der Brüder Schlagintweit. Galiani, Berlin 2019
- Valdivia. Die Geschichte der ersten deutschen Tiefsee-Expedition. Sachbuch, Galiani, Berlin 2016, ISBN 978-3-86971-124-9
- Der Kapitän und der Künstler. Die Entdeckung der Terra Australis. Dumont, Köln 2013.
- Auf ins Friaul: Verborgenes. Skurriles. Kulinarisches. Folio, Wien 2013.
- Von Sesselträgern, Drahtziehern und Lustfeuerwerkern. Verschwundene Berufe und ihre Geschichte, Weltbild, Augsburg 2011
- Die Weltreise Seiner Majestät Korvette Saida in den Jahren 1884–1886. Brandstätter Verlag, Wien 2011
- Verschwundene Arbeit : ein Thesaurus der untergegangenen Berufe, Frankfurt am Main: Eichborn 1994, Reihe Die Andere Bibliothek, weitere Auflage Brandstätter Verlag, Wien 2010.
  - zweite, völlig neu gestaltete und erweiterte Auflage: Brandstätter, Wien 2014, ISBN 978-3-85033-826-4.
- Kurze Lebensläufe der Narren. Zsolnay Verlag, Wien 2008.
- Unter Bäumen. Reisen zu den größten Lebewesen. Zsolnay Verlag, Wien 2006.
- Augentrost und Teufelskralle. Hrsg. mit Renate Habinger, Brandstätter Verlag, Wien 2004.
- Die Marionetten-Republik. Bibliothek der Provinz, Weitra 1998.
- Das Lexikon der untergegangenen Berufe., Eichborn, Frankturt a. M. 1997 1998.
- Die Kunst, Kinder zu kneten. Ein Rezeptbuch der Pädagogik. Eichborn, Frankturt a. M. 1997, Reihe Die Andere Bibliothek
- Falkner, Köhler, Kupferstecher. Ein Kompendium der untergegangenen Berufe. btb Verlag,  1997.
- Die Mitte der Welt. Brandstätter Verlag, Wien 1989.
- Das Plakat. Ein Drehbuch. (Die Arbeitersaga, Bd. 1). Mit Peter Turrini, Europaverlag, Wien-Zürich 1989.
- Müllomania. Ein Drehbuch. (Arbeitersaga, Bd. 3). Mit Peter Turrini, Europaverlag, Wien-Zürich 1988.
- Die Verlockung. Ein Drehbuch. (Arbeitersaga, Bd. 2). Mit Peter Turrini, Europaverlag, Wien-Zürich 1988.
- Christoph Ransmayr: Die Schrecken des Eises und der Finsternis (mit Farbphotographien von Rudi Palla). Brandstätter Verlag, Wien 1984